# The Little Diplomat
The Little Diplomat è un film muto del 1919 diretto da Stuart Paton.

## Trama
Bradley West, un ricco collezionista d'antiquariato, è - suo malgrado - spinto dalla moglie ad adottare Marie, una piccola orfana francese. Marie e il figlio del domestico, George Washington Jones, combinano insieme una serie di birichinate, scandalizzando Hulda, la nuova cameriera, che obietta al fatto che Marie vada in giro con un ragazzino nero. La bambina così imbianca George, portandoselo dietro a un party.
La piccola diventa amica anche di Trent Gordon, nipote e segretario di West. Quando Trent le compera una bambola, la invia per sbaglio a Phyllis, la sua fidanzata, al posto dei fiori che voleva mandarle. Una banda di malfattori, intanto, che vuole impadronirsi di un prezioso idolo indiano in possesso di West, prende Trent e lo droga per farsi dare la combinazione della cassaforte. Ma Trent rifiuta di collaborare: i ladri lo lasciano andare e lui si presenta da Phyllis in uno stato tanto alterato che lei lo crede ubriaco. I banditi, nel frattempo, con l'aiuto di Hulda, aprono la cassaforte ma Marie, svegliata dal rumore, li blocca all'interno. Trent, quando torna, li cattura e Marie, che è stata così decisiva nel salvare la situazione, riesce finalmente a fare breccia nel cuore di West.

## Produzione
Il film fu prodotto dalla Diando Film Corporation.

## Distribuzione
Distribuito dalla Pathé Exchange, il film uscì nelle sale cinematografiche statunitensi il 15 giugno 1919. La Pathé Frères lo distribuì in Francia il 12 marzo 1920 con il titolo Poupées de France in una versione in tre bobine di 920 metri. Ne venne fatta una riedizione per il mercato americano, anche questa ridotta in tre rulli, che uscì il 9 luglio 1922.